# Murat Nasyrov
Murat Ismailovich Nasyrov (Russe : Мурат Исмаилович Насыров ; Ouïghour : مۇرات ناسىروۋ), né le 13 décembre 1969 à Alma-Ata, dans la RSSA kazakhen, en Urss, est un chanteur de pop russe ouïghour. Il est décédé le 19 janvier 2007.

## Discographie
- Step (1995, Single)
- Le Garçon qui veut aller à Tambov (1997)
- Quelqu'un Oubliera (1997)
- Mon Histoire (1998)
- Tout cela n'était pas moi (2000)
- Réveille moi (2002)
- Kaldim Yalguz (2004)
- Album inédit (2007)
- Remixes (2010)

Il a interprété une version en russe du tube brésilien Tic, Tic Tac.

## Controverse concernant sa mort
Nasyrov s'est suicidé en sautant d'un balcon. L'examen post-mortem de son corps n'a révélé aucune trace d'alcool ou de drogues.
Le suicide supposé de Nasyrov a été contesté. Des rapports récents dans la presse russe ont laissé entendre qu'il pourrait avoir été victime d'un acte criminel, car les membres de sa famille et ses amis insistent sur le fait que Nasyrov n'était pas déprimé et n'avait jamais envisagé de se suicider auparavant. D'après certaines personnes, on aurait mit un comprimé de LSD dans son verre de vin alors qu'il était dans un club. Après l'avoir bu, il aurait eu des hallucinations et sauté de son balcon.